# メヌア

メヌア時代のウラルトゥの版図（黄色）。紫色はアッシリア帝国の版図

メヌア（Menua）は、ウラルトゥの王（在位：紀元前810年頃 - 紀元前786年頃）。ウラルトゥ王国をアッシリア帝国に伍するオリエントの大国に成長させた。

## 来歴
ウラルトゥ王イシュプイニの次男。既に父の在位中に10年間共同統治者となっていた。宿敵アッシリアとの戦いを控える一方、メヌアは父の業績を引き継いでマンナエ人に対する遠征を続け、西方では小国に分裂していた後期ヒッタイト諸国を攻め、南方ではウルミア湖畔までを征服し、北方はアラス川に達し、メシュタに宮殿を建設した。これらの事績はタシテペ碑文（トルコ・エラズー県）や、後世にヴァンでアルメニア正教の教会建築に転用された石碑に記されている。
遠征の結果、ウラルトゥ王国の領域はアラス川とユーフラテス河上流域の間に広がった。アッシリアとは対照的に、ウラルトゥは鉄鉱山や良馬に恵まれていたことが、この拡張の背景にあると考えられている。特にユーフラテス河上流域を押さえることで、アッシリアとその鉄や馬の主要供給源であるアナトリア高原との連絡路を絶つことは、対アッシリア戦略の上で重要であった。

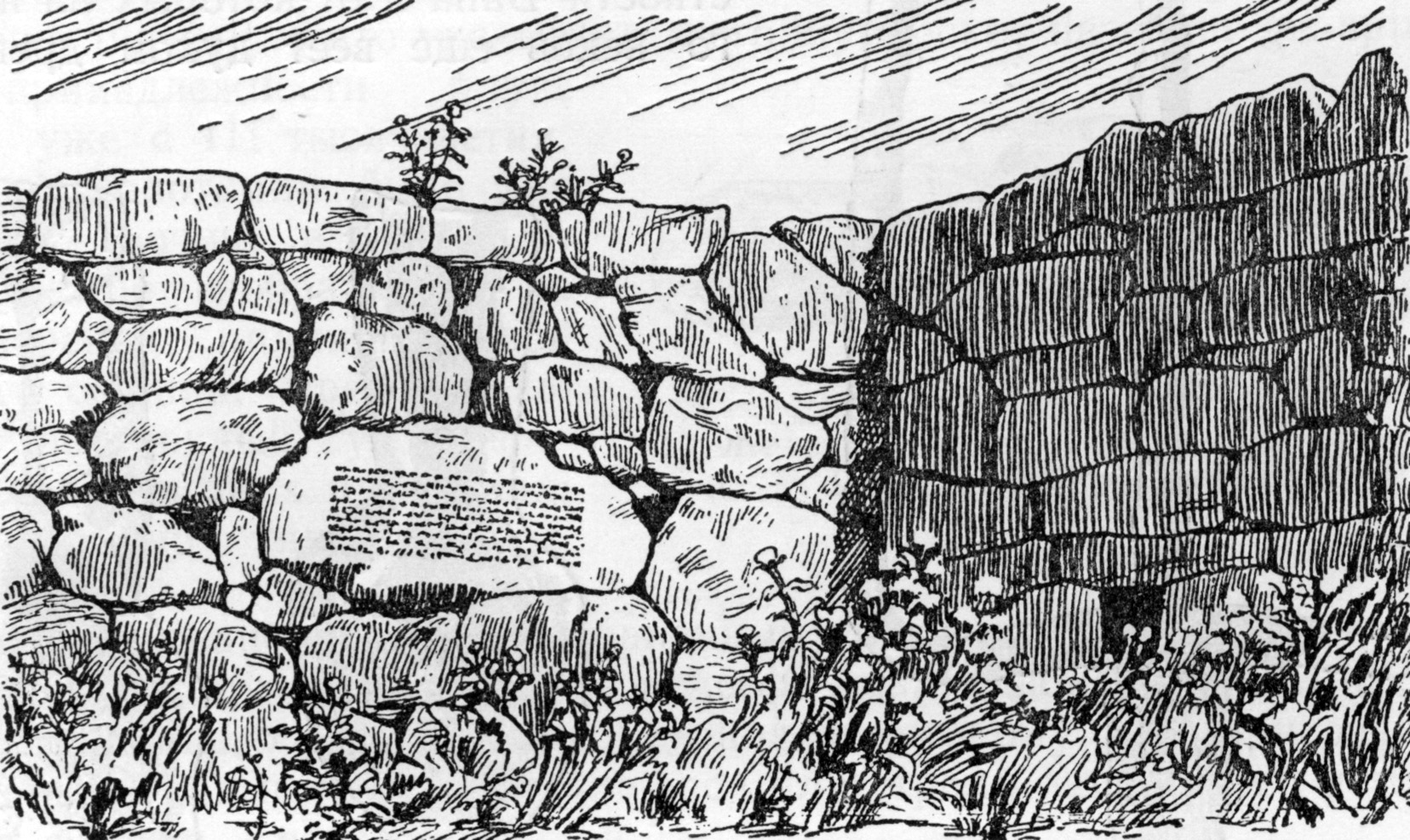
メヌアが建設した運河の図。石壁にメヌアによる碑文が彫られている。

こうした征服活動の一方、メヌアは建築王でもあった。メヌアはアララト山の近くに新都市メヌアヒニリを建設したが、首都はトゥシュパ（ヴァン）のままだった。またメヌアは高原地帯での農地を拡大するため用水路やダムといった灌漑施設の建設を盛んに行ったが、そのいくつかはこんにちも使用されている。塩湖であるヴァン湖に面する首都トゥシュパに新鮮な水を供給するため、70kmにおよぶ水道を建設し、ホシャブ川の谷を渡すために高さ15mになる水道橋も建設している。中世アルメニアの歴史家が伝えるバビロニアの女王セミラミスの事績は、このメヌアの事績が元になっているという説もあり、実際にヴァンではウラルトゥが残した水路は「セミラミスの水路」と呼ばれていた。
メヌアの死後は息子のアルギシュティ1世が王位を継ぎ、ウラルトゥ王国の拡大政策を続けることになる。

## 文献
- Пиотровский Б. Б. Ванское царство (Урарту), Издательство Восточной литературы, Москва, 1959

（邦訳）『埋もれた古代王国の謎 幻の国ウラルトゥを探る』（ボリス・ボリソヴィッチ・ピオトロフスキー著　加藤九祚訳　岩波書店） ISBN 9784000001601 (4000001604)
- Меликишвили Г. А. Урартские клинообразные надписи, Издательство АН СССР, Москва, 1960